# Titus (blindé)
Pour les articles homonymes, voir Titus.
Le Titus est un véhicule de transport de troupes tout-terrain, conçu en France par Nexter Systems.

## Historique
Ce véhicule a été développé sur fonds propres par Nexter. Conçu en 2012, sa version de base est à 700 000 euros, permettant à Nexter de se positionner sur les marchés émergents en remplacement des flottes de BTR.
Dans le cadre du programme SCORPION, Nexter propose une version 4×4 du Titus. Il est retenu en  novembre 2017 et donne le VBMR-L Serval.

## Caractéristiques
Équipé d'un moteur Diesel Cummins de 400 ch, il est basé sur un châssis de camion Tatra. Sa vitesse maximale est de 90 km/h et son autonomie est de 700 km.
Cet engin de 17 tonnes peut aller jusqu'à 27 tonnes en pleine charge. Il peut transporter 12 soldats pour un équipage de 2 à 3 membres.

## Versions
Le véhicule existe en plusieurs versions dont :
- transport de troupes,
- appui-feu ou officiellement poste de coordination des feux d’artillerie,
- poste de commandement[4],
- kit pour la sécurité intérieure.

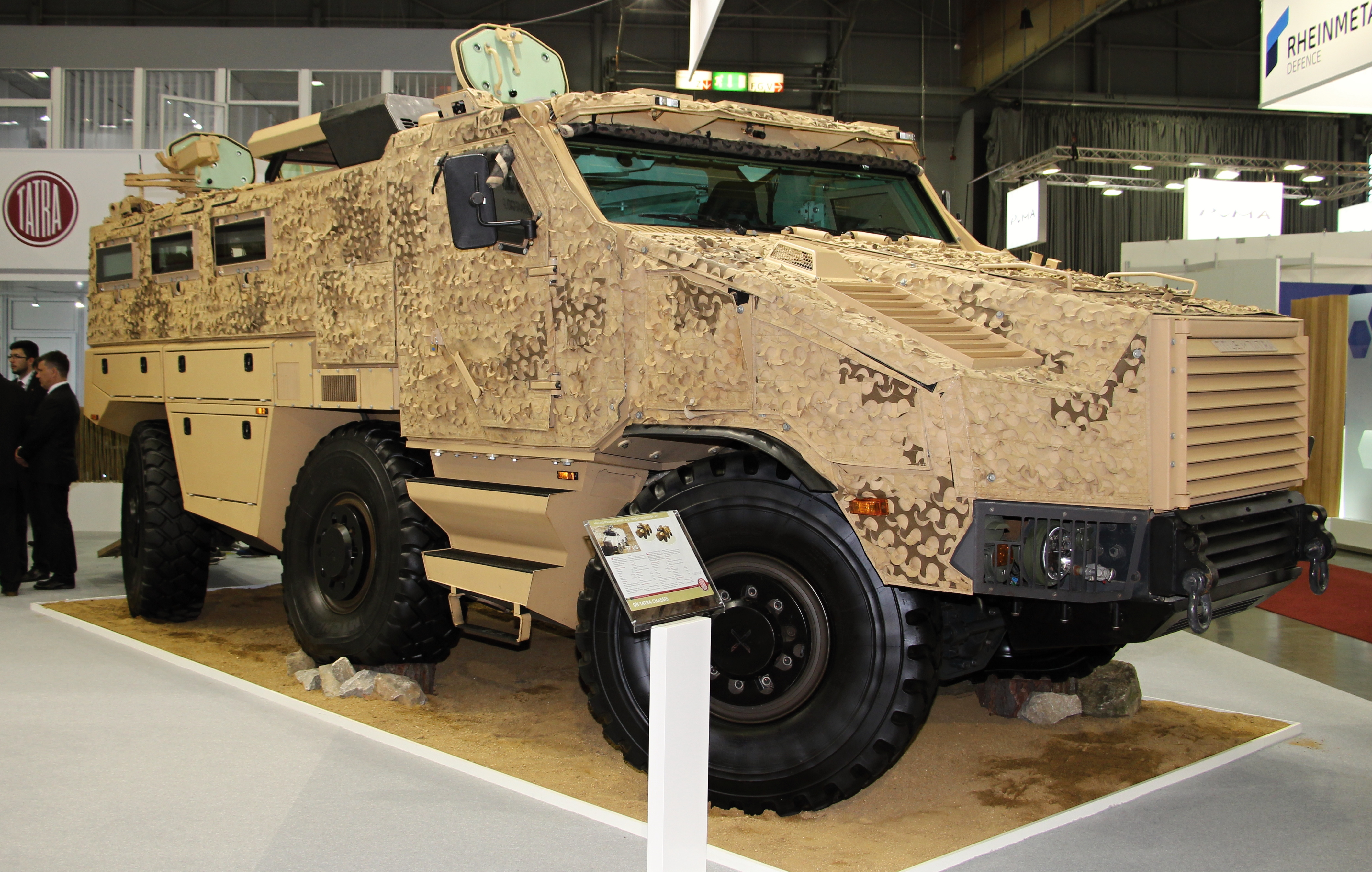
Un Titus en camouflage désertique en exposition en 2017.
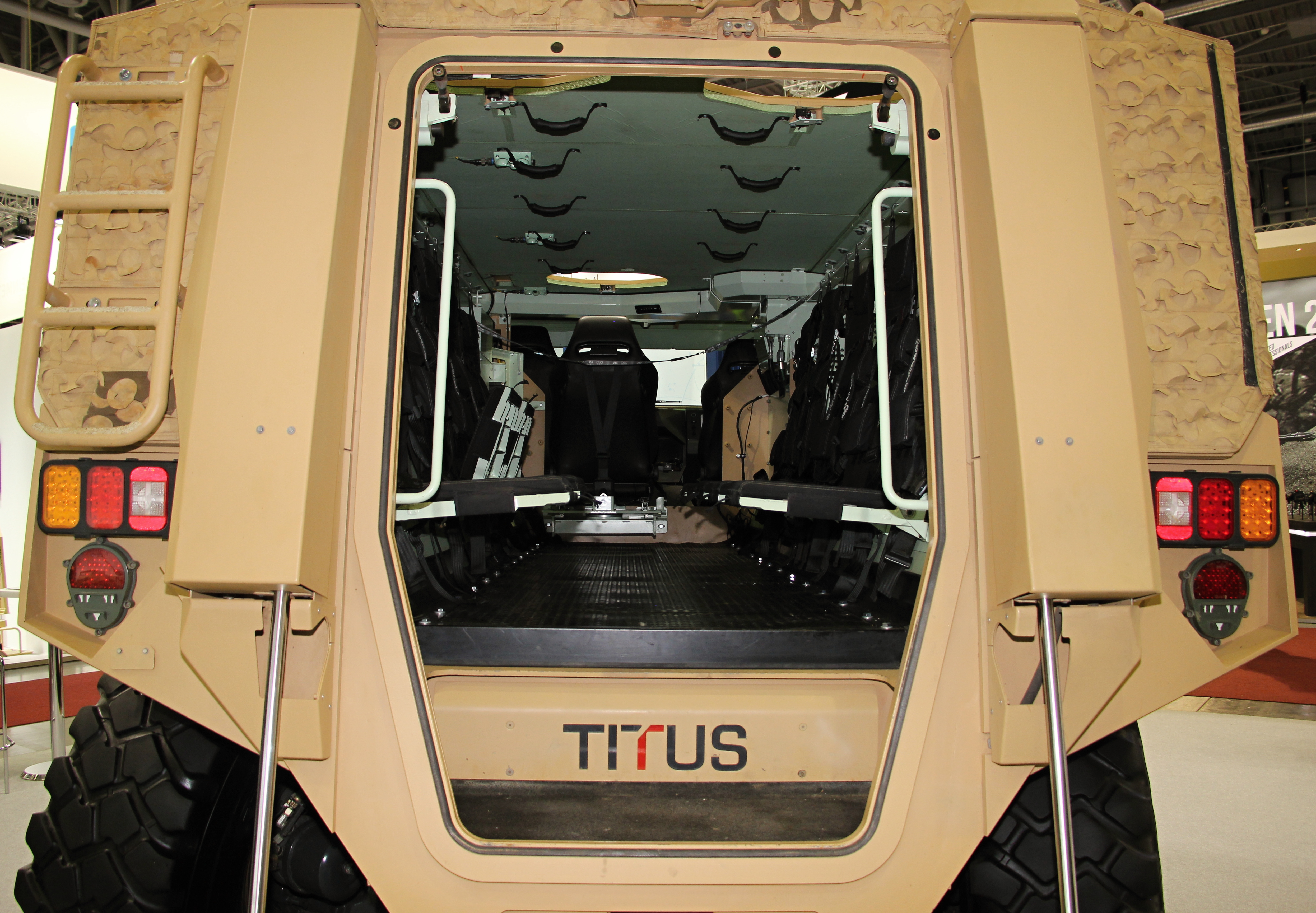
Intérieur d'un Titus par la porte arrière ouverte.

## Utilisateurs
- République tchèque : 62 Titus commandés en 2017 par l'armée tchèque dont 6 en version Poste de Commandement, 20 en version Poste de Coordination des Feux d’Artillerie et 36 pour ses unités de transmissions[4], pour un montant alors estimé de 184 millions d'euros[5]. La signature du contrat est confirmée par Nexter Systems le 11 juillet 2019, pour un montant évoqué de 240 millions d’euros. Il sera fabriqué sous licence en République tchèque par le principal porteur du contrat, Eldis Pardubice[6]. La livraison des premiers véhicules débute en 2021[7]. En juin 2024, le dernier exemplaire commandé est livré[8]. Le 25 juin 2025, le ministère de la défense tchèque annonce vouloir 22 blindés 6×6 TITUS en configuration « postes de commandement » (ou KOVVŠ/M2) et deux autres, baptisés KOVVVŘ, destinés à la formation à la conduite d'ici novembre 2027 pour un contrat de plus de 164 M€[9].

### Testé uniquement
- France :

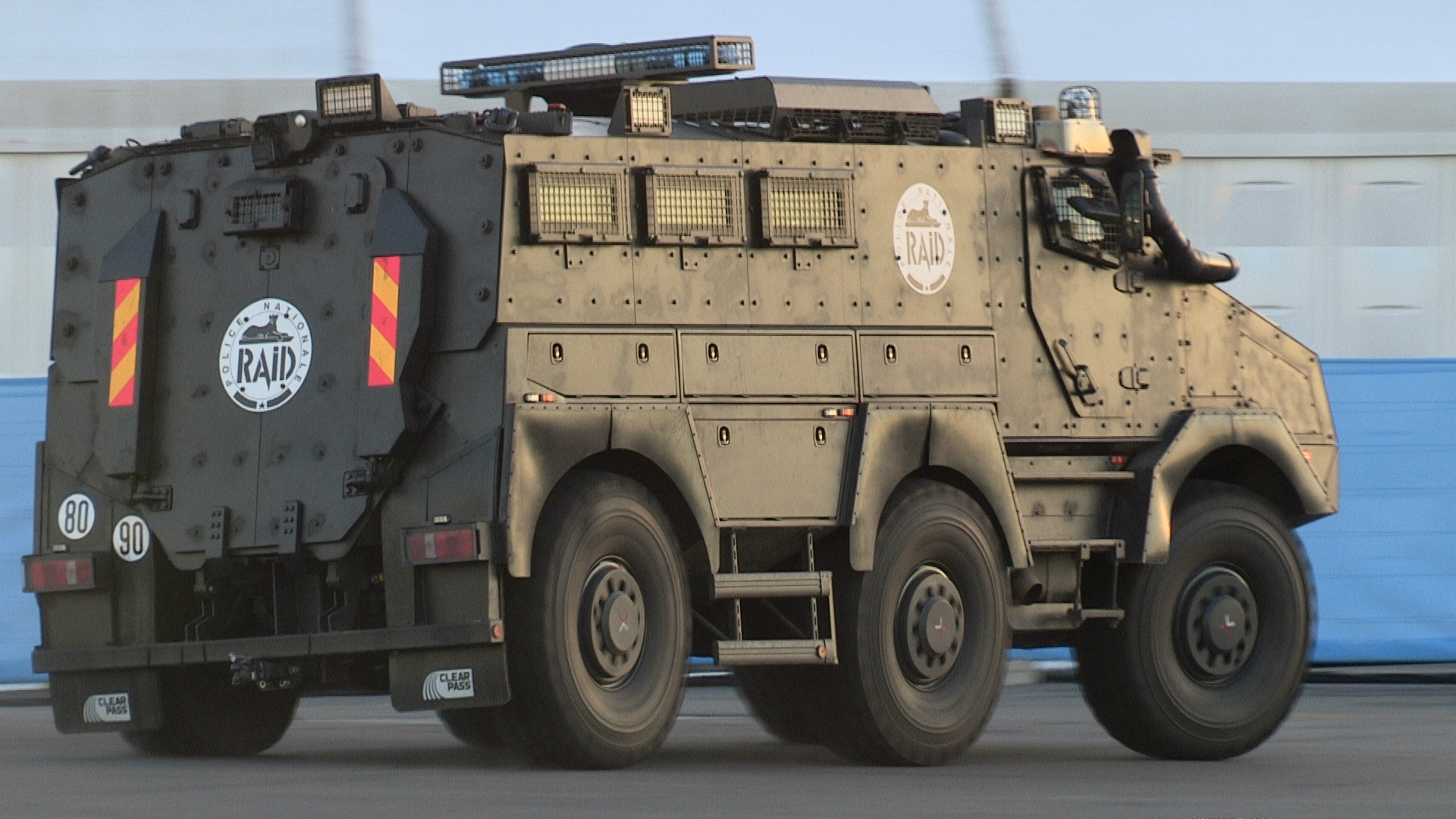
Le Titus en test au sein du RAID en 2016.

  - le RAID en a testé un prototype de 2016 à fin 2019 au moins[10]. Pas d'achat annoncé depuis lors.
  - la Brigade de recherche et d’intervention (BRI-PP) a testé le Titus en 2016, mais ne l'a finalement pas acheté à cause de sa taille imposante qui rend son déplacement difficile dans les rues de Paris[11].
- Côte d'Ivoire :

En janvier 2017, le Titus est présenté au salon ShieldAfrica, organisé à Abidjan en Côte d'Ivoire, puis testé à l’occasion d’une évaluation menée par les Forces ivoiriennes sur le champ de tir de Lomo-Nord, dans le centre du pays[réf. nécessaire].